# Боско Кјезануова
Боско Кјезануова (итал. Bosco Chiesanuova) је насеље у Италији у округу Верона, региону Венето.
Према процени из 2011. у насељу је живело 1289 становника. Насеље се налази на надморској висини од 1111 м.

## Становништво
| 1931. | 1936. | 1951. | 1961. | 1971. | 1981. | 1991. | 2001. | 2011. |
| ----- | ----- | ----- | ----- | ----- | ----- | ----- | ----- | ----- |
| 4.146 | 4.088 | 3.891 | 3.334 | 3.050 | 3.028 | 3.033 | 3.203 | 3.546 |